# HT München
Hachinger Tal München, kurz HT München, ist ein oberbayerischer Handballverein aus dem Landkreis München, der aus dem Zusammenschluss der Handballabteilungen des TSV Unterhaching und des SV-DJK Taufkirchen entstand.

## Geschichte
Der TSV Unterhaching und der SV-DJK Taufkirchen bilden seit 2017 eine Spielgemeinschaft im Hachinger Tal und treten seit 2018/19 unter dem Namen HT München auf. Der TSVU war 1998 Bayerischer Meister, 2016 Bayerischer Pokalsieger und war damit auch zur Teilnahme am DHB-Amateur-Pokal qualifiziert. Die Frauen des SV-DJK wurden 1992, 2001 Bayerischer Meister und waren damit auch Aufsteiger in die drittklassige Regionalliga. Die Männermannschaft des TSV Unterhaching spielte zuletzt in der Handball-Bayernliga und das Frauenteam des SV-DJK Taufkirchen in der Landesliga Süd. Männer und Frauen des neu gegründeten HT-München waren ab der Saison 2018/19 zur Übernahme beider Startplätze berechtigt.

## Handball
HT München nimmt mit 5 Herrenmannschaften, 2 Damenteams und über 20 Nachwuchsmannschaften am Spielbetrieb des Bayerischen Handballverbandes (BHV) teil. Die Männermannschaft und das Frauenteam spielten 2022/23 beide in der Bayernliga Süd. Die Männermannschaft wurde Bayerischer Meister und ist damit auch Direktaufsteiger in die 3. Liga (Handball) 2023/24, die Frauen belegten den 3. Platz. In der Saison 24/25 schafften die Jugendteams der A & B-Jugend den Einzug in die Jugendbundesliga.

### Erfolge
| Männer - Aufstieg in die 3. Liga 2023 - Bayerischer Meister 2023 (4. Liga) - Südbayerischer Meister 2023 | Frauen - Aufstieg in die Bayernliga 2020 (4. Liga) - Südbayerischer Landesliga-Meister 2020 |

Nachwuchs
- A-Jugend 2. Bundesliga 2024/25,

### Persönlichkeiten
| Spieler - Richard Wöss - Andreas Simon | Trainer - Vanadis Putzke |